# 4 Strings

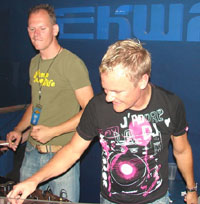
4Strings (2007)

Die 4 Strings sind ein niederländisches Tranceprojekt von Carlo Resoort und Jan de Vos.

## Karriere
Carlo Resoort ist bereits seit der zweiten Hälfte der 1990er Jahre aktiv und hatte unter anderem mit dem Projekt Carlos mit Piet Bervoets und dem Titel The Silmarillia 1997 einen großen Hit. Ab 2000 schloss er sich dann mit Jan de Vos zum Projekt 4 Strings zusammen. Eine Zeitlang war auch Vanessa van Hemert als feste Playback-Sängerin für Musikvideos und TV-Auftritte im Projekt dabei, der echte Gesang wurde hingegen von der deutschen Studiosängerin Susanne Teutenberg beigesteuert.
Mit einer ihrer ersten gemeinsamen Veröffentlichungen hatten die beiden DJs auch gleich ihren ersten Hit: Day Time schaffte es sogar bis in die offiziellen UK-Charts. Zwei Jahre später hatten die 4 Strings mit Into the Night und in der Version mit Gesang als (Take Me Away) Into the Night ihren größten Erfolg, der sich europaweit in den Charts wiederfand und sogar in die US-Dancecharts einstieg. Auch in den folgenden Jahren hatten sie immer wieder große Hits, die insbesondere in Großbritannien und den Niederlanden in die Hitparaden kamen.
Gemeinsam veröffentlichen Resoort und de Vos auch als Blue Finger und D'Tech. Resoort veröffentlicht auch solo unter verschiedenen Namen und hatte als Madelyne mit Beautiful Child auch einen Solo-Charthit.
Im Jahr 2009 konnte sich ein Remix der Single Take Me Away von Dave Darell erneut in mehreren europäischen Musikcharts platzieren.

## Diskografie
Alben
- Believe (2003)
- Turn It Around (2004)
- Mainline (2006)
- Sunset Aftermath (2017)
- A Brand New Day (2020)

Singles
- Day Time (2000)
- Day Time (Vocal Radio Mix) (2000)
- (Take Me Away) Into the Night (2001)
- Revelation (2002)
- Diving (2002)
- Fly Away (2003)
- Let It Rain (2003)
- Summersun (2003)
- Come Closer (2004)
- Turn It Around (2004)
- Desire (2005)
- Sunrise (2005)
- Curious (featuring Tina Cousines, 2006)
- (Take Me Away) Into the Night (New Version) (2009)
- Music Saved My Life (2009)
- Forever (featuring Samantha Fox, 2010)
- Sundown (2010)
- Safe from Harm (featuring Ellie Lawson, 2010)
- Ready to Fall (featuring Seri, 2013)
- Hold In Silence (featuring Katty Heath, 2014)
- In Our Hearts (2015)
- Emotions Away (mit Carol Lee, 2016)

Remixe (Auswahl)
- Angelic – It’s My Turn (2000)
- Blank & Jones – Desire (2002)
- Dereck Recay – Nebula (2010)
- Javah featuring Xan – Vice of Life (2010)
- Slusnik Luna – Sun 2011 (2011)
- Super8 & Tab – Bliss (2011)
- Dash Berlin featuring Chris Madin – Silence in Your Heart (2012)